# Nightingales & Bombers
Nightingales & Bombers is het zesde studioalbum van Manfred Mann's Earth Band. De naam van het album is gebaseerd op een vogelspotter die tijdens de Tweede Wereldoorlog een opname wilde maken van nachtegalen maar tegelijkertijd Engelse bommenwerpers opnam die onderweg waren om de Duitse stad Mannheim te bombarderen.

## Muzikanten
- Manfred Mann – orgel, mellotron, synthesiser, zang
- Mick Rogers – zang, gitaar
- Chris Slade – drums
- Colin Pattenden – basgitaar

Dit was het voorlopig laatste album met Mick Rogers, die de band verliet. Hij heeft zich in 1983 opnieuw aangesloten bij de groep en maakt er in 2018 nog steeds deel van uit.

## Muziek
Net als op de voorgaande albums speelt Manfred Mann’s Earth Band op Nightingales & Bombers zowel harde rockmuziek als melodieuze, gevoelige stukken. In deze muziek zitten veel tempowisselingen en experimentele geluiden. Het album opent met Spirits in the night, een cover van Bruce Springsteen, afkomstig van diens eerste album Greetings from Asbury park N.J.  De andere cover op dit album is Visionary Mountains, oorspronkelijk gezongen door Joan Armatrading, van haar album  Whatever’s for Us (uit 1972). Manfred Man’s Earth Band heeft van deze covers een heel eigen versie gemaakt. De geluiden van de nachtegalen en de overvliegende bommenwerpers zijn verwerkt in het nummer As above so below. Op dit album staat een aantal instrumentale nummers, waarin veel geïmproviseerd wordt. Het achtergrondkoor bestaat uit Doreen Chanter, Martha Smith en Ruby James. De cello wordt bespeeld door David Boswell Brown, Graham Elliot en Nigel Warren-Green. David Millman  speelt op de altviool en Chris Warren op de viool.

## Tracklijst

### Kant een
1. Spirits in the night (Bruce Springsteen) – 6:29
2. Countdown (Manfred Mann) – 3:05
3. Time is right (Mann, Chris Slade, Mick Rogers) – 6:32
4. Crossfade (Mann, Slade, Rogers, Colin Pattenden) – 3:38

### Kant twee
1. Visionary mountains (Pam Nestor, Joan Armatrading) – 5:42
2. Nightingales and Bombers (Rogers) – 4:53
3. Fat Nelly (Mann, Peter Thomas) – 3:20
4. As above so below (Recorded Live) (Mann, Slade, Rogers, Pattenden) – 4:18

### Herziene uitgave 1999 (met twee bonustracks )
1. Quit your low down ways (Amerikaanse uitgave) (Bob Dylan) – 3:25
2. Spirit in the Night (singleversie) (Springsteen) – 3:17

Op de Amerikaanse uitgave van dit album staat Quit your low down ways als tweede track op kant twee.

## Album
Dit album is in 1975 opgenomen in de the Workhouse in Londen, waar meerdere albums van Manfred Mann ’s Earth Band zijn opgenomen. Het album is uitgebracht op 22 augustus 1975 op Bronze Records voor Engeland en de rest van Europa en op Warner Bros. voor de Verenigde Staten. Dit album is geproduceerd door Manfred Mann en de Earth Band, met geluidstechnicus Laurence Latham. Het is verkrijgbaar op compact disc vanaf 1987. De herziene uitgave met bonustracks is verschenen in 1999 op Cohesion Records.

## Ontvangst
Nightingale & Bombers is over het algemeen goed ontvangen. Het album heeft tien weken in de Amerikaanse Billboard Album 200 gestaan met als hoogste notering #120. In Nederland bereikte het #20, waarmee dit het eerste album van Manfred Mann’s Earth Band was dat de Nederlandse Albumlijst heeft gehaald. De single Spirits in the night is in 1975 uitgebracht en kwam op #97 in de Verenigde Staten. In 1977 is het opnieuw uitgebracht in de VS en kwam het op #40. In Nederland kwam deze plaat op #10. AllMusic waardeerde dit album met vier sterren.